# Cartagena Negra
Cartagena Negra son unas jornadas de literatura negra y de misterio, enmarcadas dentro de las Semanas Negras de España, convocado desde la ciudad de Cartagena. Desde su primera convocatoria, en el año 2015, se viene celebrando en el mes de septiembre del año correspondiente.

## Programa
Durante la segunda semana de septiembre del año correspondiente se celebran en Cartagena las jornadas dedicadas a la novela del género negro. Los principales autores del panorama nacional se dan cita en la ciudad portuaria. En 2023 tendrán lugar en el Nuevo Teatro Circo.

## Actividades
El amplio evento cultural incluye mesas redondas y de debate, presentación de libros, clubes de lectura y encuentros con los autores invitados. 

## Premios Cartagena Negra
Durante los primeros seis meses del año correspondiente a la edición del festival de novela negra, los organizadores seleccionan las obras finalistas que participan en el premio y de las que saldrá el ganador o ganadora. A finales de junio se hace pública la lista de los finalistas y el fallo se comunica durante las jornadas de la edición de Cartagena Negra.